# Lillklingertjärnen
Lillklingertjärnen är en sjö i Bodens kommun i Norrbotten och ingår i Råneälvens huvudavrinningsområde. Lillklingertjärnen ligger i Råneälven Natura 2000-område. Sjöns area är 0,011 kvadratkilometer och den är belägen 55 meter över havet.